# Bulbophyllum spathilingue
Bulbophyllum spathilingue là một loài phong lan thuộc chi Bulbophyllum.